# Ernst van Oostenrijk (1824-1899)

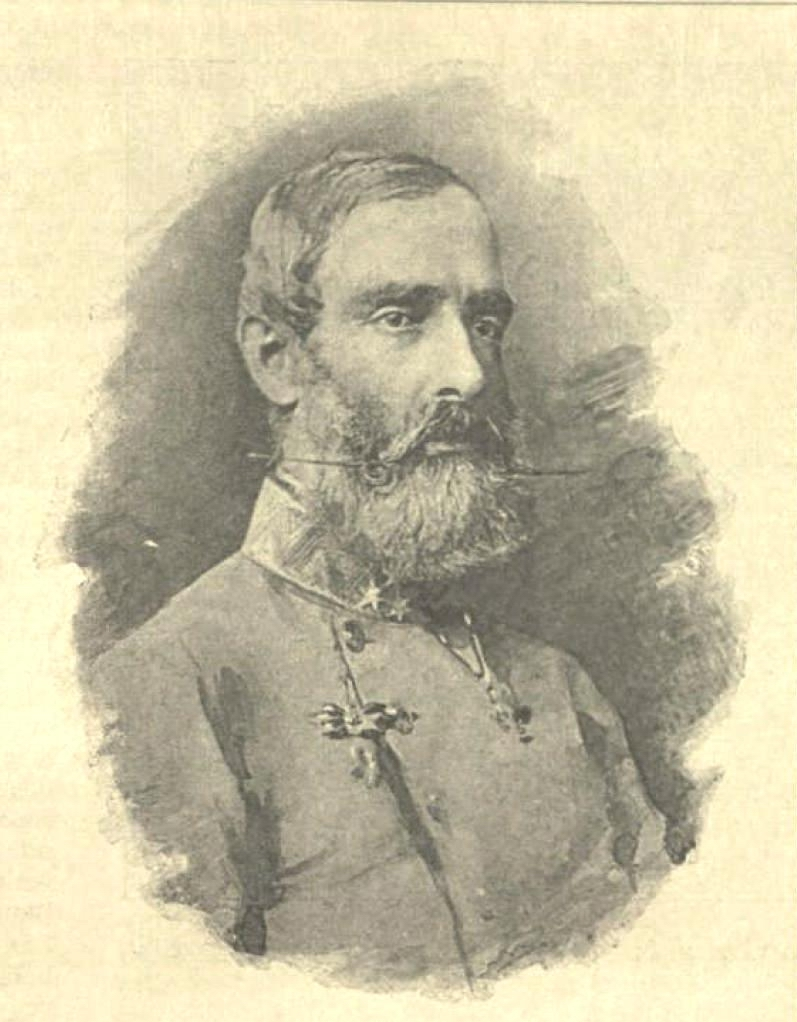
Ernst van Oostenrijk

Ernst Karel Felix Maria Reinier Godfried Cyriak (Milaan, 8 augustus 1824 – Arco, 4 april 1899) was aartshertog van Oostenrijk. Hij was een zoon van aartshertog Reinier en Elisabeth van Savoye-Carignano.
Op 26 april 1858 trad hij te Ljubljana (destijds Laibach genoemd) in het huwelijk met Laura Skublics de Velike et Bessenyö (Bessenyö 8 juli 1826 – Wenen 18 oktober 1865). Hoewel zij van adellijke komaf was, werd het huwelijk niet als ebenbürtig beschouwd en was dus morganatisch. De vier kinderen uit dit huwelijk droegen de achternaam Von Wallburg en na 1909 Skublics:
- Laura (Pest 18 januari 1859 – 1901)
- Ernst (Wenen 12 december 1859 – Boedapest 9 mei 1920); ∞ (Graz 15 mei 1894) Maria Schaden (Rosenthal 4 juni 1863 – Boedapest 1948); uit dit huwelijk werden zes kinderen geboren
- Hendrik (Wenen 26 juni 1861 – Krems 2 februari 1888)
- Clothilde (Ljubljana 12 augustus 1863 – 1953); ∞ I (Absam 17 augustus 1884) Sedul Pegger (Laas 1 september 1843 – Gnes 5 januari 1891); ∞ II (Wenen 11 mei 1898) Eugen Szimic Edler von Majdangrad (Brescia 24 augustus 1846 - ?)

Ernst van Oostenrijk werd bijgezet in de keizerlijke grafkelder in Wenen.